# Mike Even
Mike Even, né Thibault Glatard en 1980 à Lyon, est un remixeur et producteur de musiques électroniques.
Il est révélé en 2005 par le concours Joachim Garraud/Virgin où il finit 2e et en 2007 grâce à son remix de Relax, Take It Easy de Mika, avec Dj Paperboy.
Il est d'ailleurs l'associé de Paperboy avec qui il a remixé de nombreux artistes comme Geyster, Skalp, SYM, The French Beloved, Elio Riso & Saray, Mlle Luna, Chloé Martinez...
Ensemble ils ont réalisé de nombreux morceaux pour la tournée et l'émission Génération mannequin sur NRJ 12.
Il collabore également avec des artistes dans le monde entier notamment les rappeurs marocains M-Do et J-Squad sur le titre "Fiesta Nayda".
En septembre 2009, il coproduit "Let Yourself Go" avec Paperboy et Naïma, qui se place directement n°1, gardera la tête des ventes pendant 2 mois sur le site My Clubbing Store qui le distribue et se placera 2e meilleure vente de l'année de ce même site.
En 2010, coproduction du titre de Chloé Martinez: Over The Moon sortie septembre 2011- Entrée à la 3e place Top 100 My Clubbing Store. ils signent un remix pour le nouveau single de Jay Style, le Dj résident star de Fun Radio: Reach Up (Paperboy & Mike Even Remix). En 2011, ils lancent les projets "Full House", "P4P3R", "P&ME", "Superleague" et les soirées Signature

## Discographie
- 2005 : Life Is A Game - Mike Even & Paperboy
- 2007 : Still in love (Mike Even Remix) - Geyster - Somekind records
- 2007 : Superstar (Mike Even remix feat. Paperboy) - Skalp - V. Music 2007 + single 2008.
- 2007 : Relax (Mike Even & Paperboy mix) - Mika - Casablanca Records
- 2007 : Work that body (Mike Even & Paperboy remix) - Sym - Pool e Music
- 2008 : U N Me (Mike Even & Paperboy mix) - The French Beloved - Hypetraxx records
- 2009 : Want you to be mine (Mike Even & Paperboy remix) - Mlle Luna - Gun Records
- 2009 : Enjoy My Life - Paperboy, Mike Even, Raphël Pathé - 17 Bis
- 2009 : I will be there (Paperboy & Mike Even remix) - Elio Riso & Saray - Synergy Recordings
- 2009 : Let Yourself Go (Mike Even remix) - Paperboy feat. Naïma - Hypetraxx records
- 2010 : Reach Up (Paperboy & Mike Even Remix) - Jay Style - Hypetraxx Records
- 2011 : Beat Is On (Paperboy & Mike Even Remix) - Full House - Pornostar Records
- 2011 : Set You Free (Paperboy & Mike Even Remix) - Las Vegas - Hypetraxx Records
- 2011 : Night Is Magic (Original Club Mix) - P4P3R - Boltongroove Records
- 2011 : Over The Moon (Mike Even & Paperboy Club Mix) - Chloé Production
- 2012 : It's Alright (Paperboy & Mike Even Club Mix) - P&ME - Pornostar Records
- 2012 : Party Like It's 99 EP - P&ME - Pornostar Records
- 2012 : Bailalo - Vanessa Mandito (Paperboy & Mike Even remix)